# Dolly (Fauré)

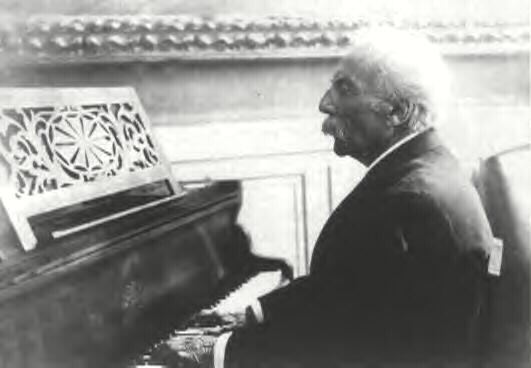
Fauré al piano.

La suite Dolly, Op. 56 es una colección de piezas para piano a cuatro manos compuesta por Gabriel Fauré. Consta de piezas cortas escritas o revisadas entre 1893 y 1896, para celebrar cumpleaños y otros acontecimientos en la vida de la hija de la amante del compositor. 
Henri Rabaud realizó una versión orquestal de la suite en 1906 y ha sido grabada en varias ocasiones, como la versión del dúo para piano original. La parte más conocida de la suite es la «Berceuse», que ha sido arreglada para varias combinaciones de instrumentos.

## Historia
Fauré escribió o revisó las piezas entre 1893 y 1896, para Hélène Bardac (1892–1985), conocida en su familia como Dolly (posteriormente sería Madame Gaston de Tinan). Fue la hija menor de la cantante Emma Bardac, con quien Fauré tuvo una larga relación. En la práctica, envió las piezas de música, en manuscrito, para celebrar los cumpleaños de Dolly y otras ocasiones familiares.
En una marcada salida de su práctica habitual, Fauré dio a cada uno de los seis movimientos un título descriptivo, a veces extravagante. Normalmente le desagradaban los títulos imaginativos para las piezas musicales y mantuvo que no habría utilizado tales títulos genéricos como «barcarola» si sus editores no le hubieran insistido con ellos. Su hijo Philippe recordó, «preferiría haber dado a sus Nocturnos, Impromptus e incluso a sus Barcarolas el simple título de Pieza para piano n.º tal y tal».

## Estructura y análisis
La suite consta de seis piezas cortas, cada cual con su título propio: 
1. «Berceuse»
2. «Mi-a-ou»
3. «Le jardin de Dolly»
4. «Kitty-valse»
5. «Tendresse»
6. «Le pas espagnol»

La suite completa se interpreta en quince minutos aproximadamente.

### «Berceuse»
Allegretto moderato. La Berceuse, para celebrar el primer cumpleaños de Dolly, era una pieza muy temprana, compuesta en 1864 para Suzanne Garnier, la hija de un amigo familiar. En 1893, Fauré hizo algunas pequeñas modificaciones y cambió su título de «La Chanson dans le jardin» a «Berceuse», es decir, una canción de cuna.

### «Mi-a-ou»
Allegro vivo. "Mi-a-ou" la compuso para el segundo cumpleaños de Dolly en junio de 1894. El título no refiere al maullido de un gato, como a menudo se supone, sino a los intentos de pronunciar de Dolly el nombre de su hermano mayor Raoul, quién más tarde se convertiría en uno de los alumnos favoritos Fauré. La joven Dolly llamaba a su hermano Messieu Aoul, el cual Fauré tomó como el título original para la pieza. En su manuscrito acabado, el título está acortado a «Miaou» (sin guiones). El experto en Fauré Robert Orledge escribe que el título «Mi-a-ou», como el del «Kitty-valse» posterior en la suite, es responsabilidad del editor de Fauré, Hamelle.

### «Le jardin de Dolly»
Andantino. La tercera pieza de la suite, «Le jardin de Dolly», fue escrita como regalo para el día de Año Nuevo de 1895. Contiene una mención a la Primera sonata de violín de Fauré, compuesta 20 años antes. El experto en Fauré Jean-Michel Nectoux la considera «quizás la joya de la suite, con su preciosa melodía, movidas armonías y claro y sutil contrapunto».

### «Kitty-valse»
Tempo di valse. La cuarta pieza tampoco es una referencia felina, al igual que «Mi-a-ou». El perro de los Bardac se llamaba Ketty y en la pieza manuscrita de Fauré la obra se llamaba «Ketty-Valse». Nectoux llama a esta pieza «una especie de confuso retrato» del animal.

### «Tendresse»
Andante. "Tendresse", escrita en 1896, está dedicada originalmente a Adela Maddison, la mujer de un editor musical. Como «Le Jardin de Dolly», esta pieza es lírica, pero es en un estilo más moderno, haciendo uso del cromatismo como Fauré más tarde desarrolló en sus Nocturnos.

### «Le pas espagnol»
Allegro. La suite acaba con una danza española, una pieza animada y pintoresca, del estilo de España de Emmanuel Chabrier, amigo de Fauré.

## Estreno y versiones posteriores
La primera interpretación fue realizada por Alfred Cortot y Édouard Risler en 1898. El propio Fauré participó en las interpretaciones de la suite, no sólo en público sino en privado con los niños jóvenes de sus amigos. Las fotografías muestran al compositor interpretando desde el secondo parte al primo de la joven Mademoiselle Lombard, hija de sus anfitriones en Trevano, Lago Lugano en 1913.
Cortot arregló la obra para piano solo en 1899, y en 1906 Henri Rabaud la orquestó como una sinfonía completa. Esta versión se interpretó en público por primera vez en Montecarlo en diciembre de 1906, dirigida por Léon Jehin.
La Berceuse era el sintonía para el programa de la BBC Home Service Listen with Mother. Aparece en la película El hombre bicentenario, interpretado por Andrew y Little Miss.
A pesar de que está escrito como dúo de piano, ha habido arreglos numerosos del «Berceuse» para otros instrumentos y conjuntos. Los ejemplos incluyen versiones para piano y glockenspiel por Evelyn Glennie y para dos guitarras grabados por Julian Bream y John Williams.

## Discografía selecta
Las grabaciones de la suite en su forma original para dúo de piano incluyen las realizadas por Geneviève Joy y Jacqueline Bonneau (1955),
Robert y Gaby Casadesus (1962),
Kathryn Stott y Martin Roscoe (1995),
Pierre-Alain Volondat y Patrick Hooge (2000), así como
Pascal y Ami Rogé.
Entre las grabaciones de la versión orquestal están las realizadas por la Orchestre nacionales de l'ORTF dirigida por Thomas Beecham (1959), la Orquesta de Sinfónica de Boston dirigida por Seiji Ozawa (1988), y la BBC Philharmonic dirigida por Yan Pascal Tortelier (1995).